# Machaerina tetragona
Machaerina tetragona är en halvgräsart som först beskrevs av Jacques-Julien Houtou de La Billardière, och fick sitt nu gällande namn av Tetsuo Michael Koyama. Machaerina tetragona ingår i släktet Machaerina och familjen halvgräs. Inga underarter finns listade i Catalogue of Life.